# Capitán Luis Ángel Vidal
Capitán Luis Ángel Vidal es una localidad del estado mexicano de Chiapas. Es la cabecera del municipio de Capitán Luis Ángel Vidal.

## Toponimia
El nombre de la localidad rinde homenaje a Luis Ángel Vidal, militar partícipe de la Batalla de Chiapa de Corzo de 1863.

## Demografía
| Gráfica de evolución demográfica |
|                                  |

| Censo | Población |
| ----- | --------- |
| 1910  | 278       |
| 1921  | 424       |
| 1930  | 680       |
| 1940  | 647       |
| 1950  | 783       |
| 1960  | 966       |
| 1970  | 628       |
| 1980  | 350       |
| 1990  | 346       |
| 2000  | 434       |
| 2010  | 563       |
| 2020  | 638       |